# 青島濱海学院
青島濱海学院（ちんたおびんはいがくいん、英語: Quingdao Binhai University）は、中華人民共和国山東省黄島区嘉陵江西路425号に本部を置く中国の私立大学。1992年創立、2005年大学設置。

## 沿革
- 1992年 - 韓方希によって設立される
- 1999年 - 山東省で最初の短期大学となる
- 2005年 - 4年制の大学となる
- 2009年 - 4年制の大学として、学士の資格の授与が可能となる

## キャンパス
敷地面積は80ヘクタールの広大な土地に67棟のビルが建っている。
在学生と留学生は全ての教育施設を無料で使用できる。
- 図書館2棟
- 学術報告ホール6個
- 実験センター13個
- 運動場2つ
- 室内体育館1つ
- プール1つ
- バスケットボール場15ヶ所
- テニス場3つ
- バスケットボール場12ヶ所等
- 学生寮
- 食堂
- スーパー
- 美容院
- カフェ
- 世界動物標本芸術館

## 交通
- 青島流亭国際空港からリムジンバスで50分
- 青島駅からバスで10分
- 所在地：山東省青島市黄島区嘉陵江西路425号

## 設置学院
- 外国語学院
  - 日本語
  - 日本語（ビジネス）
  - 韓国語学科
  - 韓国語（ビジネス）
  - 英語学科
  - 英語（ビジネス）
  - 英語（同時通訳）
  - 応用韓国語（ビジネス）（3年制）
  - 応用日本語（ビジネス）（3年制）
  - 応用英語（ビジネス）（3年制）
  - 応用ロシア語（ビジネス）（3年制）
- 情報科学・工学学院（ソフトウェア・アウトソースサービス学院）
  - 情報管理・情報システム
  - ネットワーク工学
  - コンピュータサイエンス・テクノロジー
  - コンピュータサイエンス・テクノロジー（ソフトウェア・アウトソースサービス）
  - 電子商取引学科
  - 電子商取引学科（3年制）
  - 情報管理学科*（3年制）
  - ソフトウェアテクノロジー（3年制）
  - コンピュータ応用化学（3年制）
- 会計学院
  - 財務管理
  - 財務管理（保険数理士）
  - 会計（3年制）
- 商学院
  - マーケティング
  - 投資学
  - 国際経済貿易
  - 物流管理
  - 経済学
  - ホテルマネージメント
  - 保険（3年制）
  - 国際貿易（3年制）
  - 関税・貨物運送（3年制）
  - 国際ビジネス（3年制）
  - 物流管理（3年制）
  - 観光（3年制）
  - マーケティング（3年制）
  - 人事（3年制）
- 建築工学学院
  - 土木工学
  - 工程管理
  - 建築学
  - 建築環境とエネルギー工学
  - 建築費用
  - 給排水科学
  - 建築費用（3年制）
  - 給排水科学
- メカトロニックと土木工学
  - 生産管理工学
  - 機械・電子工学
  - 形成・制御工学
  - 金属材料工学
  - 工業デザイン
  - 電気工学と自動化
  - 機械デザインと製造・自動操作
  - 機械科学とテクノロジー
  - 電機自動操作（3年制）
  - メカトロニックス（3年制）
  - 型設計と製造（別科）
  - 自動車マーケティングとサービス（3年制）
  - コンピュータ数値制御　装置利用とメンテナンス
- 芸術学院
  - ビジュアルコミュニケーションデザイン
  - 広告学
  - アニメーション（３Ｄアニメーション）
  - 環境デザイン
  - 商品設計
  - ラジオとテレビジャーナリズム
  - オーディオビデオ技術工学（3年制）
  - ビジュアルコミュニケーションデザインと製品（3年制）
  - 環境美術デザイン（3年制）
  - ショービジネスとアニメーション（3年制）
- 国際合作学院
  - 中国語国際教育
  - ビジネス日本語（日本で留学を予定している、中国人の在校生を対象とする）
  - ビジネスロシア語（ロシアで留学を予定している、中国人の在校生を対象とする）
  - ビジネス韓国語（韓国で留学を予定している、中国人の在校生を対象とする）
  - ビジネス韓国語（3年制：韓国で留学を予定している、中国人の在校生を対象とする）
  - 機械設計と製造／電機自動化
  - 美容（3年制：韓国語のプレクラスの学生対象）
  - 自動車工業と技能サービス（3年制）
  - 幼児教育（3年制：韓国で留学を予定している在校生を対象とする）
- 医学院
  - 看護学
  - 看護（3年制）
  - 助産
- 教育学部
  - 学前教育
  - 学前教育（3年制）

## 日本における協定校
- 関西大学
- 神田外語学院
- 札幌大学
- 東京福祉大学